# Dix-sept Ans (roman)
Cet article concerne le roman d'Éric Fottorino. Pour documentaire français réalisé par Didier Nion, voir Dix-sept Ans.

Dix-sept Ans est un roman d'Éric Fottorino publié le 16 août 2018 aux éditions Gallimard. Ce roman a reçu en 2019 le prix de la Mémoire longue dans le cadre du Printemps proustien en Eure-et-Loir.

## Résumé
Éric Signorelli a cinquante-sept ans lorsque sa mère, au cours d'un repas familial, lui annonce ainsi qu'à ses deux frères cadets qu'elle est également la mère d'une fille, née deux ans après lui, qui lui a été enlevée dès sa naissance pour être confiée à une femme infertile. Cette annonce bouleverse Éric qui décide peu après de partir à Nice sur les traces de sa mère au moment de son accouchement le 26 août 1960. Ce roman a trouvé sa suite en septembre 2023 avec la parution de Mon enfant, ma soeur (Gallimard), long poème en prose entièrement dédié à cette enfant disparue (https://www.lefigaro.fr/livres/mon-enfant-ma-soeur-d-eric-fottorino-en-quete-de-soeur-20231018).

## Éditions
- Dix-sept Ans, Gallimard, coll. « Blanche », 16 août 2018, 262 p.  (ISBN 978-2-07-014112-8)
- Dix-sept Ans, Gallimard, coll. « Folio » no 6735, 1er janvier 2020, 281 p.  (ISBN 978-2-07-287350-8)